# Моника Ивкић
Моника Ивкић (6. јун 1989) босанскохерцеговачка је поп-фолк певачица. По занимању је књиговођа, а већ неколико година се бави певањем. Учествовала је у музичком такмичењу Немачка тражи звезду у коме је 2008. године заузела четврто место. Плеше и бави се  фитнесом, а њен кућни љубимац је пас пит бул. Подједнако добро пева и на енглеском језику. Учествовала је 2017. године у емисији Звезде Гранда. Живи у Бечу.

## Дискографија

### Спотови
| Спот                     | Година | Режисер             |
| ------------------------ | ------ | ------------------- |
|                          | 2018   | D. Šljivić          |
|                          | 2019   | daVideo             |
|                          | 2019   | DM Sat              |
| (дует са Теа Таировић)   | 2019   | DM SAT              |
| (дует са Харис Берковић) | 2019   | DM Sat              |
|                          | 2019   | DM Sat              |
|                          | 2019   | Željko Cvijetinović |
|                          | 2021   | Ljuba Radojević     |
| Венера                   | 2024   | Two Louder          |